# Joanna Bartosz
Joanna Bartosz, po mężu Bronarska (ur. 14 lutego 1954 w Olsztynie) – magister inżynier chemik, gimnastyczka, olimpijka z Monachium 1972. Wychowanka trenerki Heleny Rakoczy. Zawodniczka Wawelu Kraków.

## Osiągnięcia
- 1969 –  1 miejsce w Mistrzostwach Polski w ćwiczeniach wolnych
- 1969 –  1 miejsce w Mistrzostwach Polski w ćwiczeniach na równoważni
- 1970 –  1 miejsce w Mistrzostwach Polski w ćwiczeniach wolnych
- 1971 –  1 miejsce w Mistrzostwach Polski w wieloboju indywidualnie
- 1972 – 53 miejsce na Igrzyskach olimpijskich w Monachium w wieloboju indywidualnie
- 1972 – 10 miejsce na Igrzyskach olimpijskich w Monachium w wieloboju drużynowym
- 1972 – 1 miejsce w Mistrzostwach Polski w wieloboju indywidualnie
- 1972 – 2 miejsce w międzynarodowych mistrzostwach Francji